# 용과 같이 시리즈의 등장인물 목록
다음은 용과 같이시리즈의 등장인물 목록이다. 
- 키류 카즈마 - 용과 같이 6까지의 주인공이다. 해바라기라는 고아원에서 자랐다. 나중에 나팔꽃이라는 고아원을 차린다.